# Juscelinomys
Juscelinomys is een geslacht van zoogdieren uit de familie van de Cricetidae. De wetenschappelijke naam van het geslacht werd in 1965 gepubliceerd door João Moojen.

## Soorten
Er worden 2 soorten in dit geslacht geplaatst:
- †Juscelinomys candango Moojen, 1965
- Juscelinomys huanchacae L. H. Emmons, 1999

Akodon · Bibimys · Blarinomys · Brucepattersonius · Castoria · Dankomys† · Deltamys · Gyldenstolpia · Juscelinomys · Kunsia · Lenoxus · Necromys · Oxymycterus · Podoxymys · Scapteromys · Thalpomys · Thaptomys